# (32955) 1996 HC2
(32955) 1996 HC2 est un astéroïde de la ceinture principale d'astéroïdes découvert en 1996.

## Description
(32955) 1996 HC2 a été découvert le 24 avril 1996 à Moriyama, dans la préfecture de Shiga, au Japon, par Yasukazu Ikari.

### Caractéristiques orbitales
L'orbite de cet astéroïde est caractérisée par un demi-grand axe de 2,24 ua, un périhélie de 1,70 ua, une excentricité de 0,24 et une inclinaison de 5,15° par rapport à l'écliptique. Du fait de ces caractéristiques, à savoir un demi-grand axe compris entre 2 et 3,2 ua et un périhélie supérieur à 1,666 ua, il est classé, selon la JPL Small-Body Database, comme objet de la ceinture principale d'astéroïdes.

### Caractéristiques physiques
(32955) 1996 HC2 a une magnitude absolue (H) de 15,4 et un albédo estimé à 0,390.